# 甲南町耕心
甲南町耕心（こうなんちょうこうしん）は、滋賀県甲賀市にある地名。

## 地理
甲賀市甲南町の北部に位置し、東・南は甲南町深川、西・北は甲南町森尻に接する。昭和40年代後半に深川と森尻にわたる丘陵地が住宅地として開発され、1974年（昭和49年）に耕心区が行政区として独立する。地名は仏典の「耕田経」にみえるエピソードから考案された。

## 世帯数と人口
2019年（令和元年）9月30日現在の世帯数と人口は以下の通りである。
| 町丁       | 世帯数  | 人口   |
| ---------- | ------- | ------ |
| 甲南町耕心 | 571世帯 | 1357人 |

## 学区
市立小・中学校に通う場合、学区は以下の通りとなる。
| 番・番地等     | 小学校                 | 中学校             |
| -------------- | ---------------------- | ------------------ |
| 1丁目から4丁目 | 甲賀市立甲南第一小学校 | 甲賀市立甲南中学校 |

## 施設
- 耕心区公民館

## その他

### 日本郵便
- 郵便番号 : 520-3326[3]（集配局：甲南郵便局[7]）